# Спадок (срібна монета)
«Спадок» —  пам'ятна срібна монета номіналом 10 гривень, випущена Національним банком України, присвячена розкриттю та кодуванню в художньо-образній манері народного мистецтва (зокрема писанках, вишиванках, в орнаментах), явищ культури, науки, побуту, що переходять з покоління в покоління,  представлені прадавнім символом Сонця, життєвої сили, еволюції Всесвіту і життя загалом, надбанням видатної універсальної цінності матеріальної і духовної культури українського нашого народу.
Монета введено в обіг 9 червня  2021 року, належить до серії «Інші монети».

## Опис та характеристики монети
| Номінал грн. | Метал  | Маса, грам | Діаметр, мм. | Якість виготовлення       | Гурт                           | Тираж, штук |
| ------------ | ------ | ---------- | ------------ | ------------------------- | ------------------------------ | ----------- |
| 10           | срібло | 31.1       | 38,6         | спеціальний анциркулейтед | гладкий із заглибленим написом | 4 000       |

### Аверс
На аверсі монет розміщено позолочениймалий Державний Герб України (угорі), над яким – рік карбування монети – "2021". У центрі монети зображено спіраль, прикрашену знаками-символами, оберегами, візерунками, яка символізує еволюції Всесвіту, розвиток, безперервність, ритм дихання і саме життя. Півколом унизу монети розміщені написи: "УКРАЇНА" і "10 ГРИВЕНЬ".

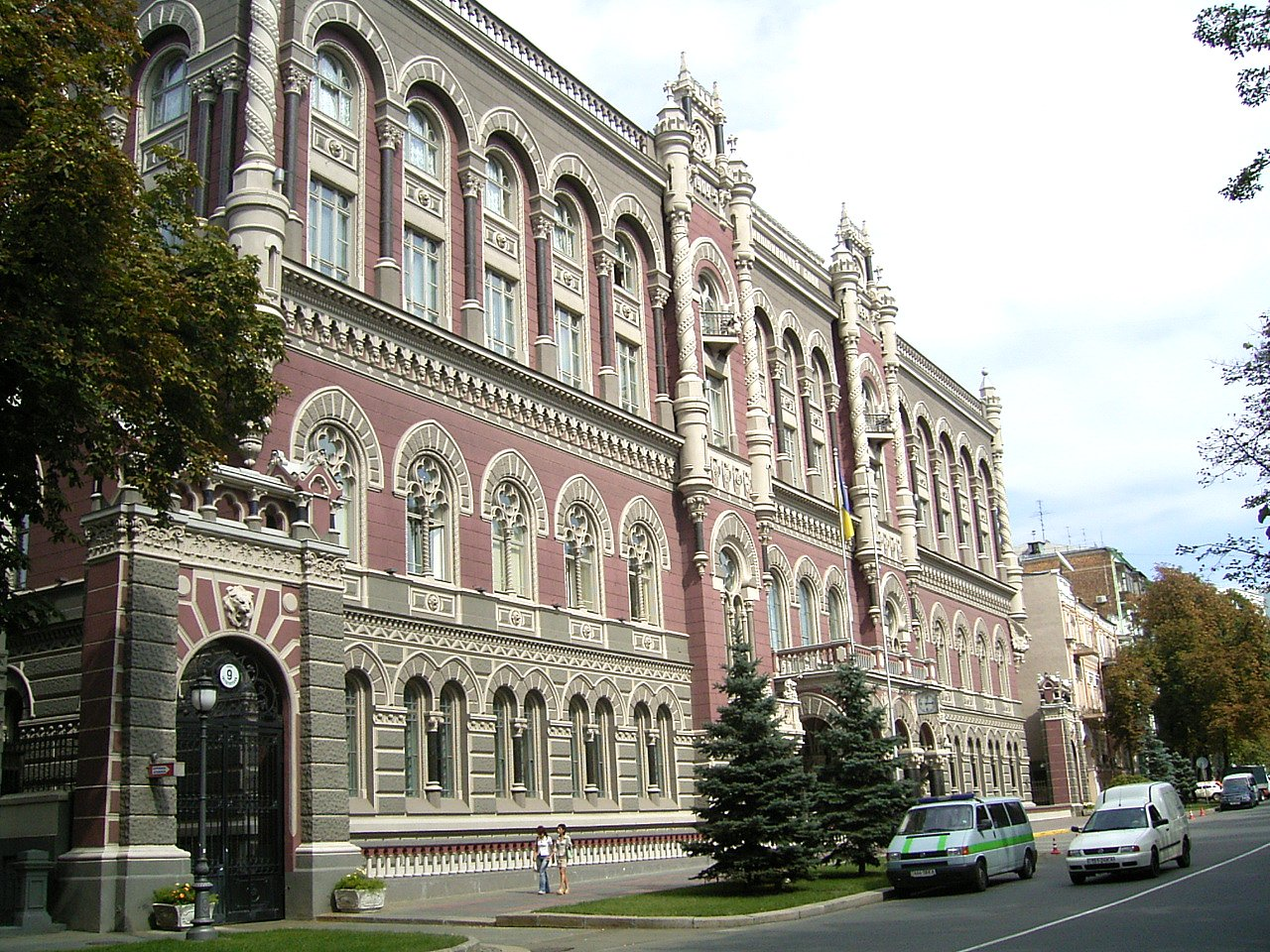
Будівля Національного банку України

### Реверс
На реверсі монети угорі розміщено напис "СПАДОК", а у центрі  зображено козака Мамая, оздоленого позолотою, який є своєрідним втіленням українського характеру, символом волелюбності і безсмертя українського народу. Козак перебуває в оточенні стилізованої рослинності, тримає стилізоване українське небо, українську культуру, весь багатовіковий “спадок” народу.

## Автори
- Художники —  Таран Володимир, Харук Олександр, Харук Сергій.

- Скульптори:   Демяненко Анатолій, Дем`яненко Володимир

## Вартість монети
Роздрібна ціна Національного банку України у 2021 році була 1 705 гривень.
Фактична приблизна вартість монети, з роками змінювалася так:
| Рік        | 2021  | 2022  | 2023  | 2024  | 2025  |
| ---------- | ----- | ----- | ----- | ----- | ----- |
| Ціна, грн. | 2 314 | 2 500 | 4 500 | 6 300 | 7 100 |